# Roccalumera
Roccalumera é uma comuna italiana da região da Sicília, província de Messina, com cerca de 4.032 habitantes. Estende-se por uma área de 8 km², tendo uma densidade populacional de 504 hab/km². Faz fronteira com Fiumedinisi, Furci Siculo, Mandanici, Nizza di Sicilia, Pagliara.

## Demografia
| Variação demográfica do município entre 1861 e 2011                               |
|                                                                                   |
| Fonte: Istituto Nazionale di Statistica (ISTAT) - Elaboração gráfica da Wikipedia |